# 安達科約

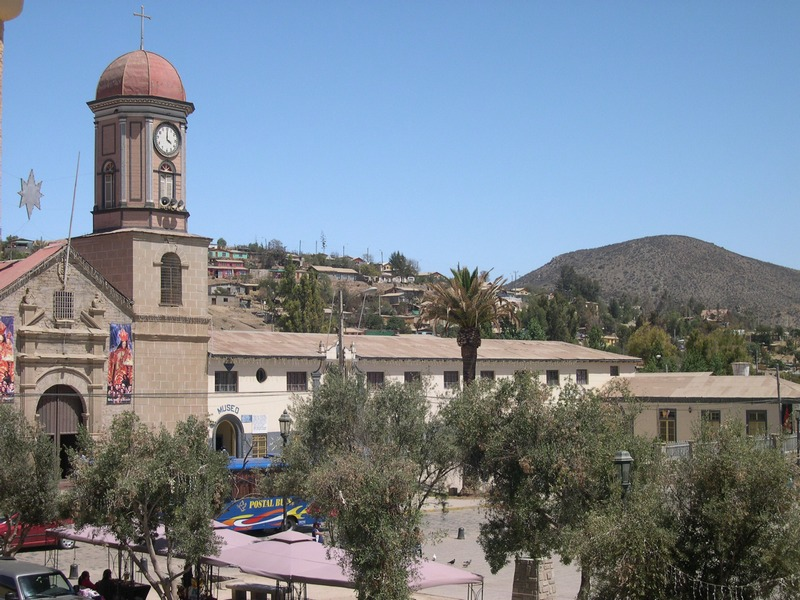

安達科約是智利的城鎮，位於該國中北部，由科金博大區的埃爾基省負責管轄，面積310平方公里，2002年人口10,288，人口密度每平方公里33.2人。

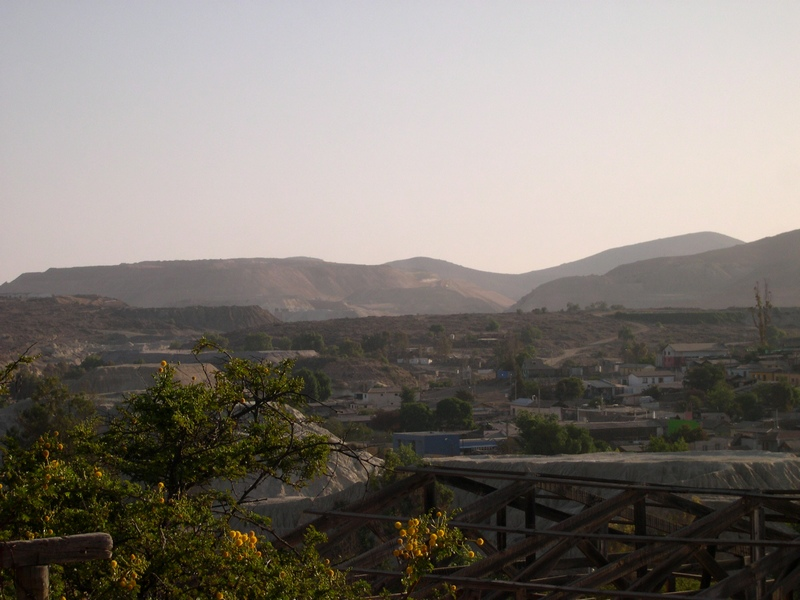

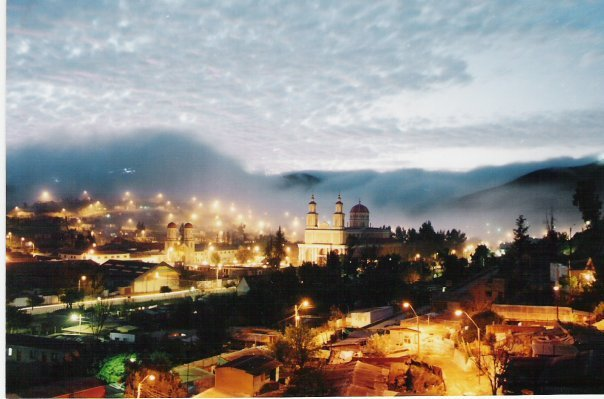

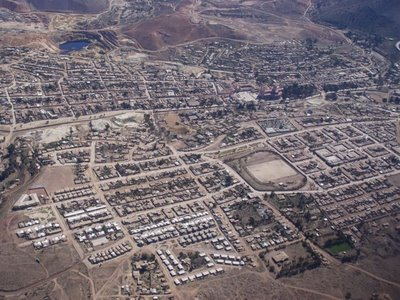

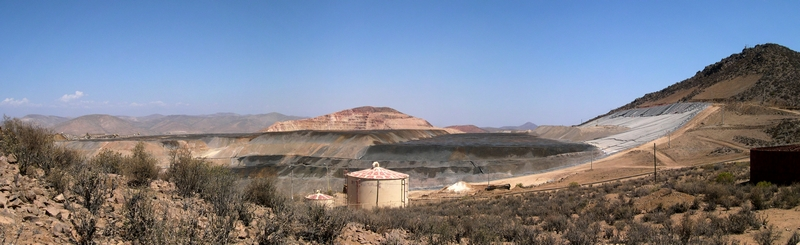

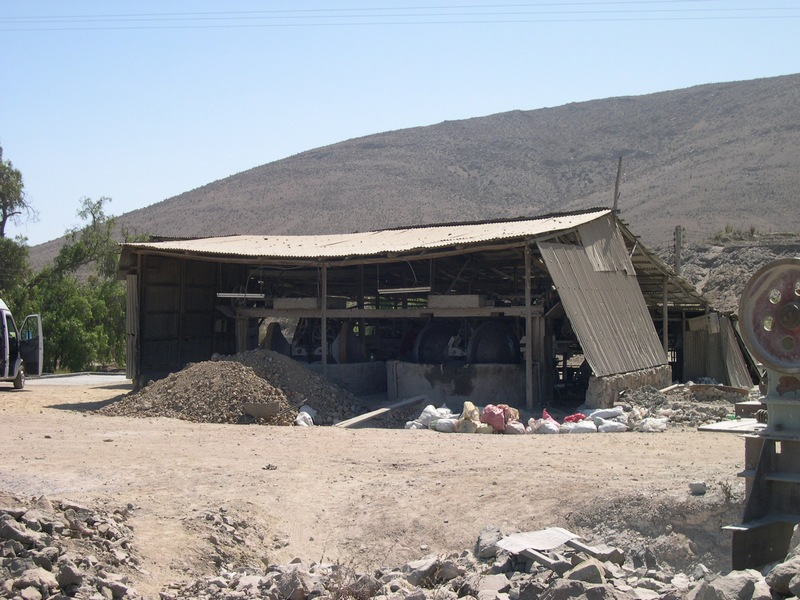

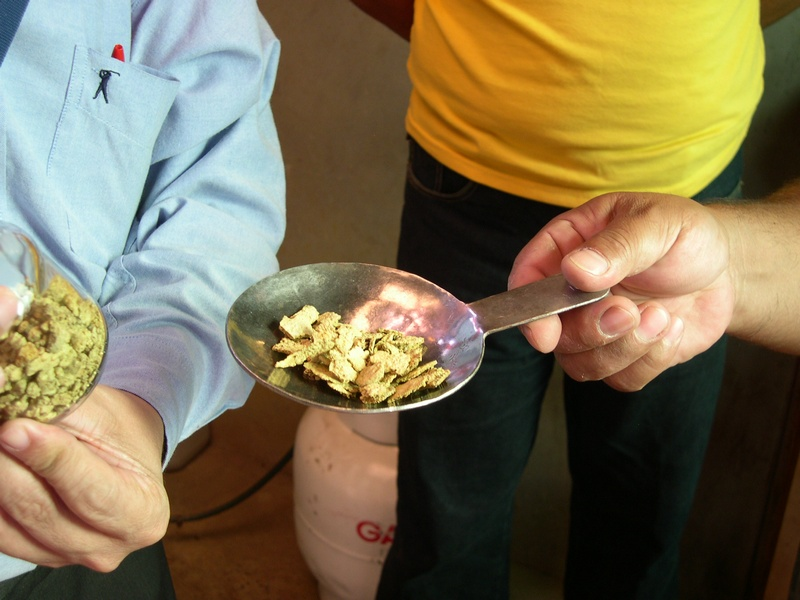

## 外部連結
- （西班牙文） Municipality of Andacollo （页面存档备份，存于）